# Virginia Bruce
Virginia Bruce, artiestennaam van Helen Virginia Briggs, (Minneapolis, 29 september 1910 - Los Angeles, 24 februari 1982) was een Amerikaans actrice en zangeres.

## Levensloop
De jongvolwassen Bruce verhuisde aan het eind van de jaren 20 naar Hollywood, waar ze kleine rollen kreeg in verschillende films. In 1930 kreeg ze meer erkenning, toen ze haar doorbraak maakte op Broadway, met een rol in Smiles, een musical van Florenz Ziegfeld jr.. Na de laatste opvoering in het begin van 1931, trad ze een maand later al op in haar tweede en laatste Broadwaymusical. Ze speelde een van de hoofdrollen in America's Sweetheart, een musical die vier maanden lang werd opgevoerd.
Bruce keerde in 1932 terug naar Hollywood, waar ze voornamelijk bijrollen vervulde in B-films. Hier kwam een verandering aan toen ze trouwde met John Gilbert, een legendarisch acteur uit de stomme film. Ze leerden elkaar kennen op de set van Downstairs (1932). Na de geboorte van hun dochter Susan Ann Gilbert in 1933, ging ze tijdelijk met pensioen om zich te richten op haar gezin. In 1934 ging het koppel echter uit elkaar en volgde een scheiding. Bruce keerde terug naar de filmindustrie om de kost te verdienen. Nadat Gilbert kwam te overlijden in 1936, stortte ze zich op het werk.
Bruce vervulde voornamelijk hoofdrollen in B-films en bijrollen in de grotere filmproducties. In 1937 trouwde ze met filmregisseur J. Walter Ruben, met wie ze in 1941 een zoon kreeg. Ook dit huwelijk was niet van lange duur; Ruben stierf in 1942. Vier jaar later trouwde ze met Ali Ipar. Ze vroegen in 1951 een scheiding aan, om vervolgens een jaar later opnieuw te trouwen. In 1954 gingen ze voorgoed uit elkaar. Bruce was op dit moment al gepensioneerd en acteerde in haar latere leven in nog maar twee films en had nog wat rollen op televisie.
Virginia Bruce overleed op 71-jarige leeftijd aan kanker.

## Filmografie
- Bibsys: 9000614
- Biblioteca Nacional de España: XX1604112
- Bibliothèque nationale de France: cb146712705 (data)
- Gemeinsame Normdatei: 1060299267
- International Standard Name Identifier: 0000 0000 5934 2786
- Library of Congress Control Number: n85151607
- Nederlandse Thesaurus van Auteursnamen: 266758770
- SNAC: w61q1k51
- Système universitaire de documentation: 197909132
- Virtual International Authority File: 5053149108585968780002